# 豪尔赫·瓜迪奥拉
豪尔赫·瓜迪奥拉（西班牙語：Jorge Guardiola，1963年9月11日—），西班牙男子射击运动员。他曾代表西班牙参加1988年和1992年夏季奥林匹克运动会射击比赛，其中1988年奥运会获得一枚铜牌。